# Nymphon molum
Nymphon molum är en havsspindelart som beskrevs av Hilton, W.A. 1942. Nymphon molum ingår i släktet Nymphon och familjen Nymphonidae. Inga underarter finns listade i Catalogue of Life.